# Malcolm IV van Schotland
Malcolm IV, Gaelisch: Máel Coluim mac Eanric (Schotland, 20 maart of 24 mei 1141 - Jedburgh, 9 december 1165) was koning van Schotland van 27 mei 1153 tot zijn dood. Hij was de zoon van Hendrik van Schotland en Ada de Warenne en dus de kleinzoon van koning David I.
De vader van Malcolm stierf onverwacht in ofwel Newcastle of Roxburgh op 12 juni 1152. Zijn grootvader stierf op 24 mei 1153 in Carlisle. Drie dagen later werd hij tot koning gekroond in Scone, hij was toen 12 jaar oud.
Op 9 december 1165 stierf hij in Jedburgh, hij was al lange tijd ziek geweest, op de leeftijd van 25 jaar. Hij stierf kinderloos waardoor de kroon overging op zijn broer Willem I.
- Gemeinsame Normdatei: 108913598X
- International Standard Name Identifier: 0000 0003 8212 296X
- Library of Congress Control Number: n85108580
- Nederlandse Thesaurus van Auteursnamen: 157760405
- Trove: 1233724
- Virtual International Authority File: 262977882
- WorldCat: E39PBJqw4XVC7YqdJMgjvrhrbd